# Episyrphus balteatus
Episyrphus balteatus (De Geer, 1776), è un dittero della famiglia dei Sirfidi.

## Descrizione

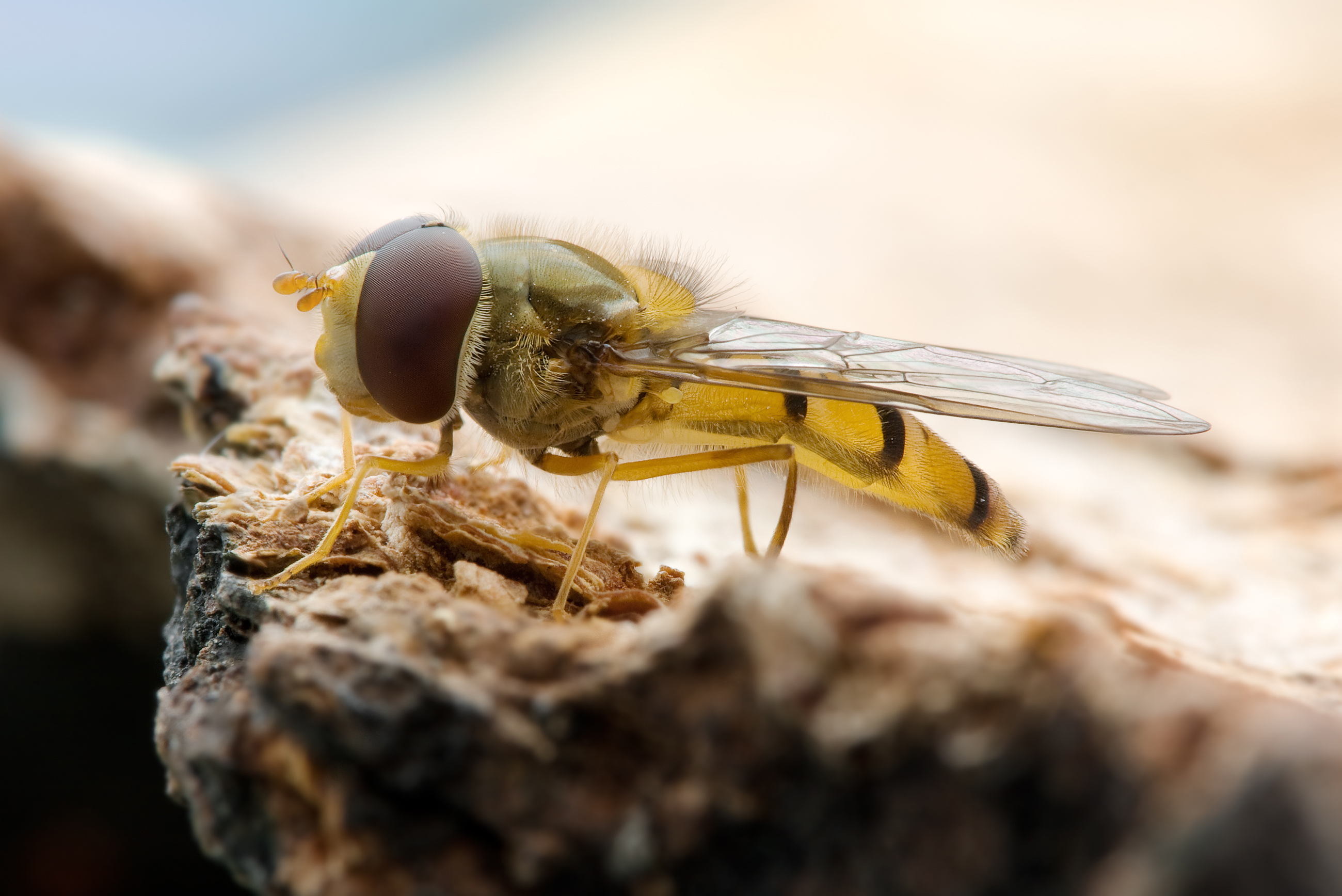
Un esemplare di Episyrphus balteatus

Le dimensioni di un esemplare adulto sono di circa 10 millimetri di lunghezza. La sua colorazione, che ricorda molto quello della vespa per scoraggiare i nemici, è un ottimo esempio di Mimetismo Batesiano. Hanno occhi composti molto grandi, nei maschi sono uniti a differenza delle femmine che presentano la banda interoculare (occhi non adiacenti). Le larve hanno una colorazione biancastra/trasparente con riflessi bianco o verdastro. Non hanno arti e possiedono dei ganci sulla bocca per poter afferrare le prede.

## Alimentazione
Questo insetto è considerato benefico per via delle sue abitudini alimentari. Nello stadio larvale si ciba principalmente di afidi disinfestando naturalmente le piante da questi parassiti. Da adulto si occupa dell'impollinazione nutrendosi, appunto, di polline e nettare.

## Comportamento e riproduzione
I maschi di questa specie usano marcare il territorio librandosi nell'area scelta, se si tratta di un bosco la zona è illuminata dalla luce che penetra attraverso le fronde degli alberi. Nel territorio sono benvenute solo le femmine, i maschi vengono prontamente allontanati. Dopo l'accoppiamento, le femmine cercano un posto dove deporre le uova. Il nido dev'essere una colonia di afidi di cui le larve vanno ghiotte. Una volta trovato il luogo adatto, la femmina depone più di mille uova di circa un millimetro di lunghezza. Non appena le uova si schiudono, le larve prederanno immediatamente la colonia di afidi. Le larve sono attive principalmente di notte e possono consumare fino a 200 esemplari di afidi durante il loro sviluppo. A volte possono essere cannibali mangiando larve più giovani della stessa specie. Una volta individuata la preda, le larve afferrano il malcapitato con i ganci della bocca e ne succhiano l'interno finché non ne rimane solo la pelle. Quando la larva è pronta a pupare, indurisce la sua pelle per creare una custodia protettiva - detta Puparium - per la pupa che rimarrà in questo stadio circa 8/11 giorni a seconda della temperatura ambiente.

## Distribuzione
Questa specie è presente in Andorra, Australia, Austria, Bielorussia, Canada, Cipro, Danimarca, Finlandia, Francia, Germania, Gibilterra, Grecia, India, Irlanda, Italia, Giappone, Giordania, Lettonia, Lussemburgo, Malta, Moldavia, Nepal, Norvegia, Portogallo, Romania, Spagna, Svizzera, Regno Unito e Stati Uniti. È molto comune in ambienti abbondantemente fioriti.

## Curiosità
Come tutti i sirfidi, anche l'Episyrphus balteatus è un superbo acrobata aereo, difatti può spostarsi in tutte le direzioni, anche all'indietro, e rimanere perfettamente immobile a mezz'aria anche con tempo ventoso.